# Swiftia casta
Swiftia casta är en korallart som först beskrevs av Addison Emery Verrill 1883.  Swiftia casta ingår i släktet Swiftia och familjen Plexauridae. Inga underarter finns listade i Catalogue of Life.